# Egan (Illinois)
Pour les articles homonymes, voir Egan.
Egan est communauté incorporée du Comté d'Ogle dans l'Illinois.

## Géographie
Egan se trouve dans le Township de Leaf River et au nord du village de Leaf River et du cours d'eau du même nom (en).